# Грб Сент Китса и Невиса
Грб Сент Китса и Невиса је званични хералдички симбол карипске државе Сент Китс и Невис. Грб је усвојен 1967. године, а као државни грб употребљава се од 1983. године, након проглашења независности ове острвске државе. 

## Опис грба
Као и код осталих карипских држава које су биле колоније Велике Британије, грб има кацигу на којој је национални симбол, те штит којем је са сваке стране по једна животиња. У овом је случају национални симбол бакља коју држе три руке, рука Африканца, Европљанина и особе мешаног порекла, а животиње су два пеликана, који стоје испред кокосове палме и стабљике шећерне трске. На штиту се налази једрењак те симболи Енглеске и Француске.
У подножју је гесло Сент Китса и Невиса, „Unity in Trinity“ (Јединство у тројству).